# Un rescate de huevitos
Un rescate de huevitos (anteriormente llamada Huevitos en fuga) es una película de animación mexicana, dirigida por Rodolfo y Gabriel Riva Palacio Alatriste y producida por Huevocartoon Producciones. Es la cuarta cinta de la franquicia Huevos, así como la segunda entrega hecha en animación CGI después de Un gallo con muchos huevos.
El elenco de voces principal de la saga, integrado entre otros por Bruno Bichir, Maite Perroni, Carlos Espejel y Angélica Vale, repite sus respectivos papeles de las cintas anteriores, además de contar con nuevas incorporaciones que incluyen a Mayra Rojas —como la principal antagonista—, Jesús Ochoa, Mauricio Barrientos, Ariel Miramontes y el dúo cómico «Los Mascabrothers» de Freddy Ortega y Germán Ortega, entre otros, como nuevos personajes. La cinta, narra el viaje del gallo Toto (Bichir) en compañía de su esposa Di (Perroni) y sus amigos a África para rescatar a sus hijos Uly y Max, dos huevos inexpertos de corta edad, quienes poseen un característico color dorado que atrae la atención de una mujer rusa recolectora de huevos (Rojas), quien los secuestra para llevárselos a un evento gastronómico.
Fue estrenada en cines mexicanos el 12 de agosto de 2021, y mundialmente en noviembre de 2021, a través de la plataforma de streaming Prime Video.

## Argumento
Toto y Di ahora viven una nueva vida en el granero con sus dos hijos Max y Uly sin experiencia; muy traviesos, pero adorables. Sin embargo, estos son capturados por una cocinera de huevos cuando los llevan al Congo para un evento de comida, a lo que Toto y sus amigos se embarcan en una nueva misión de rescate para salvar a los huevitos.

## Reparto
- Bruno Bichir como Toto[1]
- Maite Perroni como Di[1]
- Carlos Espejel como Willy[1]
- Angélica Vale como Bibi[1]
- Jesús Ochoa como Rey Leonida I, un león sabio que reina la selva.[1]
- Mauricio Barrientos como el Huevo de Águila Real.[1]
- Mayra Rojas como Duquesa, la líder de los recolectores de huevos rusos.
- Ariel Miramontes como Master Chef
- Freddy Ortega y Germán Ortega como el Chango Bananero y el Chango Petacón,[1] dos cercopitecos que actúan como alivio cómicos.
- Claudio Herrera como Toporocho, un topo.
- Aarón Torres como Alejandro
- María Alicia Delgado como Abuela[4]
- Rubén Moya como Gorilla presentador
- Dione Riva Palacio Santacruz como Uly, la hermana gemela de Max e hija de Toto y Di.

## Lanzamiento
La película originalmente estaba prevista para ser lanzada en agosto de 2020, sin embargo, el lanzamiento fue interrumpido, debido a la crisis ocasionada por la pandemia de COVID-19 en México; debido a esto se decidió que todos los cines del país, por seguridad, permanecerían cerrados. Más tarde, se anunció que se iba a lanzar el 4 de marzo de 2021 en México, para después volver a aplazar la fecha de estreno hasta el 12 de agosto de 2021, para ese entonces siendo distribuida por Videocine. Más tarde, se estrenaría el día 27 de ese mismo mes en Estados Unidos, siendo distribuida por Pantelion Films.

### Streaming
Televisa vendió los derechos de la película a Amazon Studios, siendo estrenada mundialmente en Amazon Prime Video en noviembre de 2021.

## Secuela
El 14 de diciembre de 2022 se lanzó una secuela titulada Huevitos Congelados, la cual es a su vez la quinta entrega de la saga Huevos, así como la última de la misma.